# اوزون حسن
ابوالنصر حسن بیک (متولد: ۱۴۲۳ – درگذشته: ۱۴۷۸ میلادی) مشهور به سلطان حسن بایندر یا اوزون حسن، دومین و مقتدرترین سلطان دودمان ترکمان آق‌قویونلو و پایه‌گذار امپراتوری کوتاه‌مدتی بود که ۲۵ سال بر عراق، ارمنستان و جمهوری آذربایجان شرق آناتولی و بخش‌هایی از ایران امروزی حکومت کرد. وی پدربزرگ شاه اسماعیل یکم از طرف مادری بود.

## پیش‌زمینه
پس از مرگ قره عثمان در سال ۸۳۹ ق.‌ هیچ‌کدام از فرزندان به شجاعت و شهامت پدرشان نبودند و چنین می‌نماید که خاندان حاکمه آق‌قویونلو به مدت یک دهه گرفتار آشفتگی و نابسامانی ناشی از منازعات و دسیسه‌های بی‌پایان شدند. اما وقتی جهانگیر فرزند علی‌بیک فرزند قره‌عثمان به قدرت رسید شرایط عوض شد. در زمان حکومت او زمین‌هایی که به دست قره‌قویونلوها افتاده بود، کمابیش بازپس گرفته شد. وی در منازعات خانوادگی با دو عمویش قاسم بیک که از سوی ممالیک مصر حمایت می‌شد و شیخ حسن که تحت حمایت قراقویونلوها بود، وارد جنگ شد. از این زمان بود که اوزون حسن توسط برادرش جهانگیر علیه شیخ حسن گسیل شد و این نبرد با شکست شیخ حسن و مرگ وی همراه بود. اما در تابستان ۱۴۵۳ هنگامی که جهانگیر در اردوی تابستانی خود در آلاداغ به سر می‌برد، اوزون حسن مخفیانه دیاربکر و کمی بعد ماردین را تسخیر کرد. سپس نوبت جهانگیر بود که با حمایت جهانشاه قراقویونلو درصدد بازپس‌گیری قدرتش برآید. این مناقشات چند سالی بین دو برادر ادامه داشت و حتی با دخالت مادرشان، ساره خاتون، مرتفع نشد. سرانجام جهانگیر به‌رغم تلاش‌های سخت نتوانست موقعیت خویش را برگرداند و تا پایان عمرش در سال ۸۷۴ ق/۱۴۶۹م در ماردین به سر برد.

## ازدواج
وی با تئودورا (دسپینا خاتون) دختر امپراتور ژان چهارم، امپراتور ترابوزان، ازدواج کرد. تئودورا به این شرط با او ازدواج کرد که دین خود را نگاه دارد و تا آخر عمر از آزادی دینی برخوردار باشد. به همین دلیل به همراه خود یک کشیش و چند موعظه‌گر و ندیم مسیحی به ایران آورد و در شهر آمد یک کلیسا بنا کرد تا یکشنبه‌ها برای عبادت برود. بعدها و با دست یابی اوزون حسن به بخش بزرگ ایران و پایتخت شدن تبریز، تئودورا کلیسای باشکوهی در تبریز ساخت و کشیشان و مبلغان مسیحی را به آن جا آورد. در ارزنجان نیز که بیشتر ارمنی بودند دو کلیسا با نام‌های سیمون و یحیی ساخت، البته بنای این کلیساها به ازون حسن نسبت داده شد.
بعدها اوزون حسن، دخترش مارتا (عالم‌شاه بیگم) را به عقد خواهر زاده‌اش، شیخ حیدر درآورد که حاصل این ازدواج شاه اسماعیل یکم، نخستین پادشاه صفوی بود.
اوزون حسن همچنین خواهرش، خدیجه بیگم را به عقد ازدواج شیخ جنید، سرکرده جسور طریقت صفوی در اردبیل درآورد. دلیل تلاش اوزون حسن برای نزدیک شدن به شیخ جنید دست یافتن به منبع مشروعیت برای حکومت خود بود؛ زیرا دشمن وی جهانشاه قراقویونلو به عموی جنید که جعفر نام داشت و بر سر رهبری طریقت صفوی با وی به اختلاف رسیده بود، متحد شده و از آن راه برای خود کسب اعتبار نموده بود.

## آغاز سلطنت
پس از فراغت از کشمکش‌های خانوادگی که بین سال‌های ۸۶۱–۸۵۸ ق/۱۴۵۷–۱۴۵۴م روی داد، ستارۀ بخت اوزون حسن درخشیدن گرفت به‌طوری‌که نفوذش بر سرزمین‌های مجاور گسترش یافت. وی دست به لشکرکشی‌های متعددی زد از جمله شکست اعقاب ایوبیان و فتح حصن کیفا در ساحل دجله (۸۶۶ ق/۱۴۶۲م) و قویولوحصار در ساحل رود کلکیت (۸۶۳ ق/۱۴۵۹م)، تسخیر قلعه شابین قراحصار در نخستین لشکرکشی وی به گرجستان (۱۴۵۹م)، اخراج ذوالقدرها از خارپوت (۸۶۳ ق/۱۴۶۵م) و در نهایت فتح بغداد (۸۷۲ ق/۱۴۶۷م) که حاکم وقت آن، پیرمحمد طواشی دست نشانده فرمانروایان قره‌قویونلو بود. طبیعی بود که این موفقیت‌ها بدگمانی همسایگان مقتدر او یعنی امپراتوری عثمانی در غرب، قراقویونلوها در شرق و نیز ممالیک مصر را در جنوب برانگیزد. نزدیک‌ترین همسایگان آق‌قویونلو، قراقویونلوها بودند که حتی پیش از قدرت‌گیری اوزون حسن، بین این دو رقیب برخوردهایی صورت گرفته بود. لاجرم در بهار سال ۸۷۱ ق/۱۴۶۷م، یعنی بعد از فتح بغداد، جهانشاه تصمیم گرفت تا در بین‌النهرین لشکری علیه آق‌قویونلوها راه بیندازد؛ اما بنا به دلایل مختلف این امر را موقتاً وانهاد و اکثر سپاهیان خود را به قشلاق فرستاد. اوزون حسن که مترصد فرصت بود، هنگامی که جهانشاه در نزدیکی سنجاق در منطقه چپقچور اردو زده بود به او شبیخون زده و موفق شد آنان را غافلگیر کند. جهانشاه کشته شد و دو فرزندش محمدی (ولیعهد جهانشاه) و ابویوسف اسیر شدند که ابویوسف را کور کرده و محمدی را نیز چندی بعد کشتند. با مرگ جهانشاه پادشاهی قراقویونلو در خاور نزدیک به پایان رسید. چیزی نگذشت که متصرفات آنان به دست اوزون حسن افتاد و ایلات منفردی که با آنان متحد شده بودند، به آق‌قویونلوها پیوستند.

## پادشاهی بر ایران
اوزون حسن با پیروزی غیرمنتظره بر جهانشاه در کانون صحنه تاریخ ایران قرار گرفت. او همچنین هم‌مرز تیموریان گردید. اگرچه وی و پیشینیانش از متحدان تیموریان به‌شمار می‌رفتند، در این زمان این اتحاد و وفاداری با ظهور او در صحنه در بوته تردید و تعویق افتاده بود. شایان ذکر است که توسعه متصرفات جهانشاه به سمت شرق در بلبشوی پس از مرگ شاهرخ (۸۵۰ ق/۱۴۴۷ م) صورت گرفته بود و حتی موقتاً هرات را نیز دربرگرفته بود؛ لذا استمداد حسنعلی، پسر دیگر جهانشاه، از ابوسعید، بهانه‌ای به او می‌داد تا برای بازپس‌گیری مناطق متصرفه ترکمانان به سمت غرب براند. مذاکرات برای جلوگیری از پیشرفت ابوسعید نتیجه‌ای نداد اما سرنوشت به روی اوزون حسن لبخند زد. ابوسعید که با سواره‌نظام خود در جلو می‌تاخت بدون توجه به خطوط ارتباطیش و نیز سرمای سخت آذربایجان، پس از اینکه در دشت مغان در حاشیه شعب سفلای رود ارس محاصره شد، در ۱۴ رجب ۸۷۳ ق/۲۸ ژانویه ۱۴۶۹م شکست سختی از اوزون حسن خورد. ابوسعید اسیر شد و پس از ده روز به قتل رسید. پس از سقوط ابوسعید، حاکمیت دودمان تیموریان در شرق ایران، افغانستان و ترکستان تا چند دهه ادامه یافت و اوزون حسن قصد حمله به قلمرو تیموریان پیدا نکرد؛ اما خطری که شایسته نام آنان باشد برای آق‌قویونلوها به‌وجود نیامد و لاجرم آق‌قویونلوها قدرت بلامنازع ایران شدند. در سال ۱۴۷۱‌م اوزون حسن پایتختش را از دیاربکر به تبریز منتقل کرد. او با این انتخاب اقامتگاهی را برگزید که به‌طور سنتی پایتخت قراقویونلوها و مرکز عملیاتی ایلخانان و بازماندگانشان آل جلایر بود.

## ارتباط با دولت‌های اروپایی
خبر ظهور شگفت‌انگیز اوزون حسن نه فقط در میان همسایگان شرقی، بلکه در بین قدرت‌های غربی نیز پیچید. پاپ نیکلاس پنجم که از زمان فتح قسطنطنیه منافع خود را در شرق مدیترانه در خطر می‌دید، در سال ۱۴۵۴م هیأتی را به ایران گسیل داشت. اوزون حسن در وهله اول برای انعقاد پیمانی علیه عثمانیان اعلام آمادگی نکرد، ولی چندی بعد در سال ۱۴۶۰م گروهی از سفیران شاهان آناتولی وارد رم شدند و از آنجا به دربار سایر شاهان اروپایی رفتند که ایلچی ترکمانان نیز در این هیئت بود. سرانجام ونیز به عنوان سخنگوی اصلی کشورهای غرب و اوزون حسن هم با موقعیت مشابهی در شرق به سال ۱۴۵۸م به توافق‌های مقدماتی رسیدند که منجر به پیمانی در سال ۱۴۶۴م شد و زمانی که مسئله هیئت سیاسی کاترینو زنو پیش آمد، این روابط قوت بیشتری یافت. زنو مدت زیادی در تبریز بود و از طریق همسرش که می‌گویند دخترِ برادر دسپینا خاتون بود با اوزون حسن نسبت داشت. هدف تمام این مذاکرات عملیات نظامی مشترک و یکپارچه برای از بین بردن امپراتوری عثمانی بود. اوزون حسن درخواست مصرانه داشت که ونیز باید او را مجهز به توپخانه و سایر اسلحه گرم سازد تا بتواند بر عثمانیان که پیشتر به این سلاح دست یافته بودند، برتری یابد. این سلاح‌ها طبق تصمیم مجلس سنا در ۴ فوریه ۱۴۷۳م برای اوزون حسن ارسال شد.

## نبرد با امپراتوری عثمانی‌
خصومت اوزون حسن با امپراتوری عثمانی بی‌سابقه نبود. در واقع اوزون حسن با ازدواج خود با دسپینا طرف پیمانی شد که حاکمان ترابوزان، گرجستان و قرامان علیه عثمانیان منقعد کرده بودند. اوزون حسن تنها یک سال پس از آن با گسیل هیأتی به باب عالی، از سلطان عثمانی خواسته بود که از باج و خراج سالانه طرابزون چشم پوشد. در ضمن به سلطان هدایایی را یادآوری کرده بود که باب عالی هر سال ارسال می‌کرد و مدت پنجاه سال بود که قطع شده بود. کمی بعد اوزون حسن بر امارت‌نشین کوچک قویلوحصار حمله برد که بر راه‌های مرکزی تا شرق آناتولی و ترابوزان مسلط بود. هنگامی که سلطان محمد دوم در سال ۸۶۵ ق/۱۴۶۱م آماده حمله به ترابوزان شد، اوزون حسن سپاهیان خویش را گسیل داشت تا بین ارزنجان و کماخ با او مواجه شوند؛ گو اینکه او پس از چندین برخورد بی‌حاصل، دریافت که نمی‌تواند اهداف سلطان محمد فاتح را مهار کند و بالاجبار ناظر فتح ترابوزان به دست عثمانیان بود. از دیگر سو اوزون حسن برای حفظ تماس مستقیم با متحدان اروپایی درصدد استیلا بر پاره‌ای از سواحل آناتولی روبروی جزیره قبرس بود. راهی که از سرزمین قرامان می‌گذشت. هنگامی که در سال ۸۶۸ ق/۱۴۶۴م بین اسحاق و برادرش پیراحمد بر سر جانشینی پدر اختلاف بروز کرد، استمداد اسحاق از اوزون حسن فرصت مقتضی را به دست داد. همه چیز آماده شد و اسحاق به کمک ترکمانان تاج و تخت خود را به دست آورد. اما این وضعیت پایدار نبود و با دخالت باب عالی، در بهار همان سال قونیه، پایتخت قرامان‌ها، به وضع پیشین بازگشت. پس از آن اوزون حسن درصدد دخالت و تلاقی برنیامد تا اینکه در سال ۱۴۷۲م نیروی مجهزی را به‌ظاهر علیه ذوالقدرها در ابولستان، ولی در واقع علیه قرامان‌ها گسیل داشت. در ماه اوت، سپاهیان ترکمان توقات را غارت کردند و از طریق سیواس به قیصریه و قرامان فشار وارد آوردند. البته هدف اصلی اوزون حسن ارتباط با متحدان غربی و در ساحل مدیترانه و تحویل گرفتن اسلحه گرم بود که از ونیز بدانجا وارد می‌شد. هنگامی که خبر ویرانی و غارت توقات به سلطان محمد دوم رسید، دریافت که موقع عمل فرا رسیده‌است؛ لذا اردوی شاهی را به ساحل آسیایی بسفر منتقل کرد تا بتواند در بهار بی هیچ وقفه‌ای به سمت شرق آناتولی رهسپار شود. در نخستین برخورد میان دو نیرو در ارزنجان، پیروزی ازآن سپاهیان اوزون حسن بود؛ اما در نبرد سرنوشت‌سازی که در ۱۶ ربیع‌الاول ۸۷۸ ق/۱۱ اوت ۱۴۷۳م در نزدیکی روستای باشکنت در اوتلوق‌بئلی رخ داد و هر دو سلطان حضور داشتند، عثمانیان پیروز شدند. نتیجه این کشمکش پیمان صلحی بود که به وسیله آن رود فرات مرز غربی امپراتوری ترکمانان شد.

## آخرین کشمکش‌ها
از رویدادهای مهم پس از آن شورش پسران او اوغورلو محمد در شیراز و مقصود در بغداد در سال ۸۷۹ ق/۱۴۷۴م و طغیان برادرش اویس در روحاً در ۸۸۰ ق/۱۴۷۵م شایسته ذکر هستند که با مهارت نظامی اوزون حسن سرکوب شدند.

## مرگ و میراث

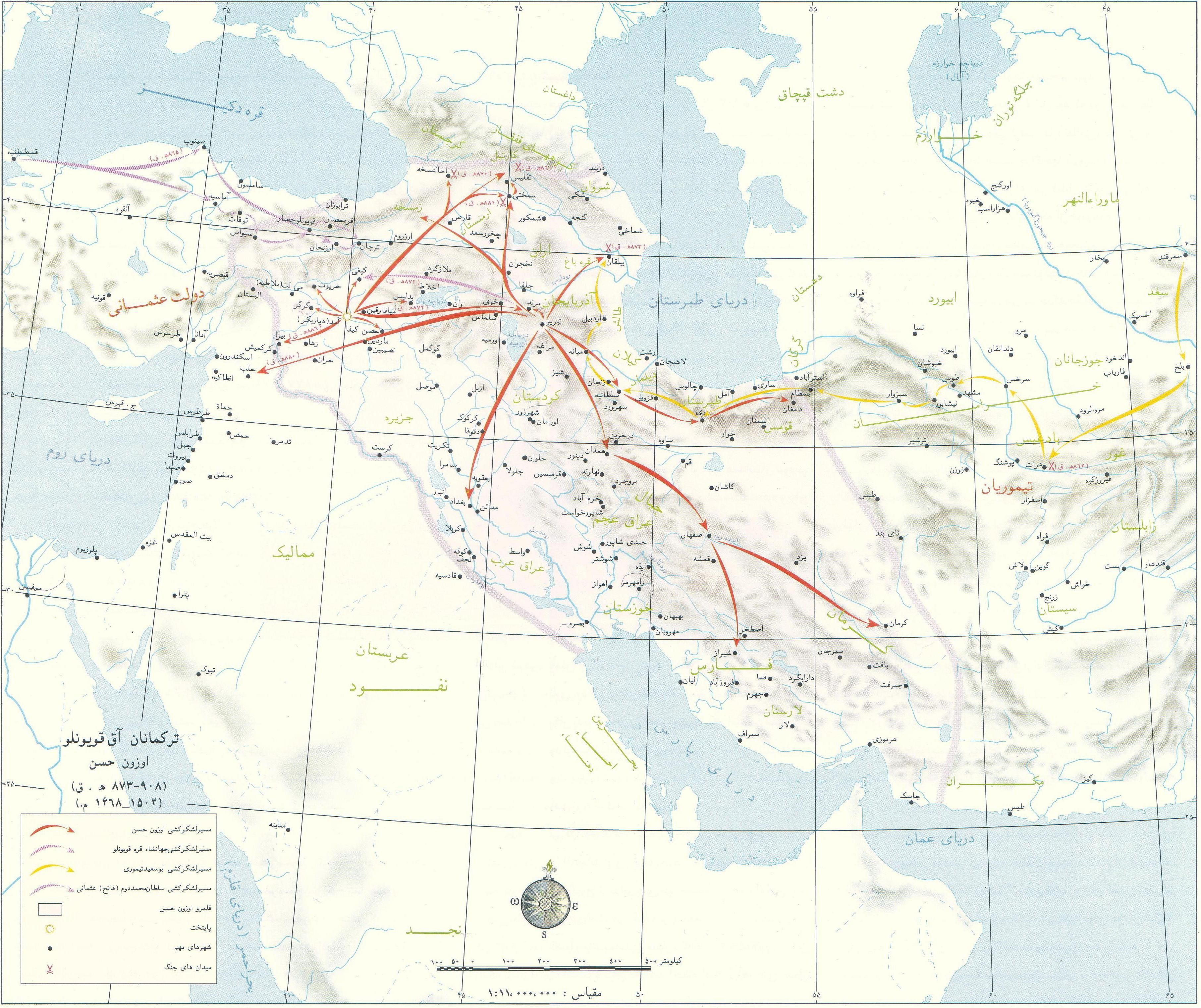
مسیر لشکرکشی‌ها و قلمرو اوزون حسن در اوج گستره خود.

اوزون حسن در بازگشت از پنجمین و آخرین لشکرکشی خود به گرجستان در سال ۸۸۲ ق/۱۴۷۸م، دچار ضعف شدیدی شد و سرانجام در شب عید فطر این سال و پس از یک دوره بیماری در ۱ شوال/۵ ژانویه درگذشت. اوزون حسن در مسجد حسن پادشاه تبریز به خاک سپرده شد. محمدکاظم بن محمد تبریزی در کتابش محل دفن وی را امامزاده چهارمنار ذکر کرده است. هنگامی که اوزون حسن در سن ۵۳ سالگی آخرین نفس‌هایش را کشید، پشت سر خود امپراتوری ترکمانی به‌جا گذاشت که بسیار وسیع‌تر از امپراتوری جهانشاه قراقویونلو در یازده سال پیش بود. اوزون حسن در کنار توانایی‌های نظامی دارای مهارت‌های چشمگیر سیاسی بود. این توانمندی به ویژه در مقطع نهایی سلطنت او (یعنی از سال ۸۷۵ ق/۱۴۷۱م تا ۸۸۲ ق/۱۴۷۸م) آشکار شد. قانون‌نامه حسن پادشاه که نوعی قانون اساسی بود به این دوره تعلق دارد و دربرگیرندهٔ مسائلی‌است پیرامون امور مالی بخش‌های متفاوتی از امپراتوری وی که به احتمال فراوان از روزگار کهن در آن‌ها رواج داشته و بیشتر با این هدف تنظیم و گردآوری شده که با عدم اخذ مالیات‌های افزوده بر مالیات موجود از اجحاف بر مردم جلوگیری کند. گویا در زمان وی کتاب‌های زیادی به ترکی قدیم ترجمه شد. اوزون حسن حتی دستور داد تا قرآن را به ترکی ترجمه کنند.